# Всеобщие выборы в Кении (1969)
Всеобщие выборы в Кении прошли 6 декабря 1969 года. Они стали первыми с момента получения независимости Кенией в 1963 году. На месте колониального двухпалатного парламента с Палатой представителей и Сенатом был создан однопалатный парламент Национальная ассамблея Кении.
Страна стала де-факто однопартийным государством после того, как 30 октября президент Джомо Кениата запретил Кенийский народный союз и Национальный союз африканцев Кении Кениаты стала единственной разрешённой партией. Хотя президент Кении должен был избираться одновременно с членами Национальной ассамблеи, Кениата была единственным кандидатом и был избран автоматически без проведения голосования.
На 158 мест однопалатной Национальной ассамблеи претендовало 600 кандидатов. Явка избирателей составила 44,6 %. После выборов ещё 12 членов были назначены Кениатой.

## Результаты
| Партия                               | Голоса    | %   | Места | +/−   |
| ------------------------------------ | --------- | --- | ----- | ----- |
| Национальный союз африканцев Кении   | 1 687 734 | 100 | 158   | +75   |
| Назначенные члены                    | −         | −   | 12    | новые |
| Всего                                | 1 687 734 | 100 | 170   | +41   |
| Зарегистрированных избирателей/ Явка | 3 784 276 |     | −     | −     |
| Источник: Nohlen et al.              |           |     |       |       |